# Léon Nowiasz
Léon Nowiasz, né le 28 janvier 1928 en Pologne et mort le 14 janvier 2002 à Hénin-Liétard, est un boxeur français . 

## Carrière de boxeur
Sélectionné avec la France pour les Jeux olympiques d'été de 1948, il ne participe toutefois à aucun combat. L'année précédente, il remportait la médaille d'argent aux championnats d'Europe de Dublin en poids mi-lourds.